# Somló Ferenc (színművész, 1918–2009)
Somló Ferenc (Budapest, 1918. szeptember 10. – 2009. június 7.) Jászai Mari-díjas és Déryné-gyűrűs színművész, a Miskolci Nemzeti Színház örökös tagja.

## Életpályája
Édesapja Somló Márton színész, a szabadkai Utazó Színház igazgatója volt. Pályáját 1936-ban vidéki társulatokban táncoskomikusként kezdte. 1949-ben a Pécsi Nemzeti Színház társulatának tagja lett, Szendrő József igazgatósága alatt. Itt többek között Bessenyei Ferenc, Avar István, Máthé Erzsi, Kálmán György és Tomanek Nándor voltak partnerei. 1960-tól 1981-ig, nyugdíjazásáig a Miskolci Nemzeti Színház tagjaként elsősorban karakterszerepeket játszott.

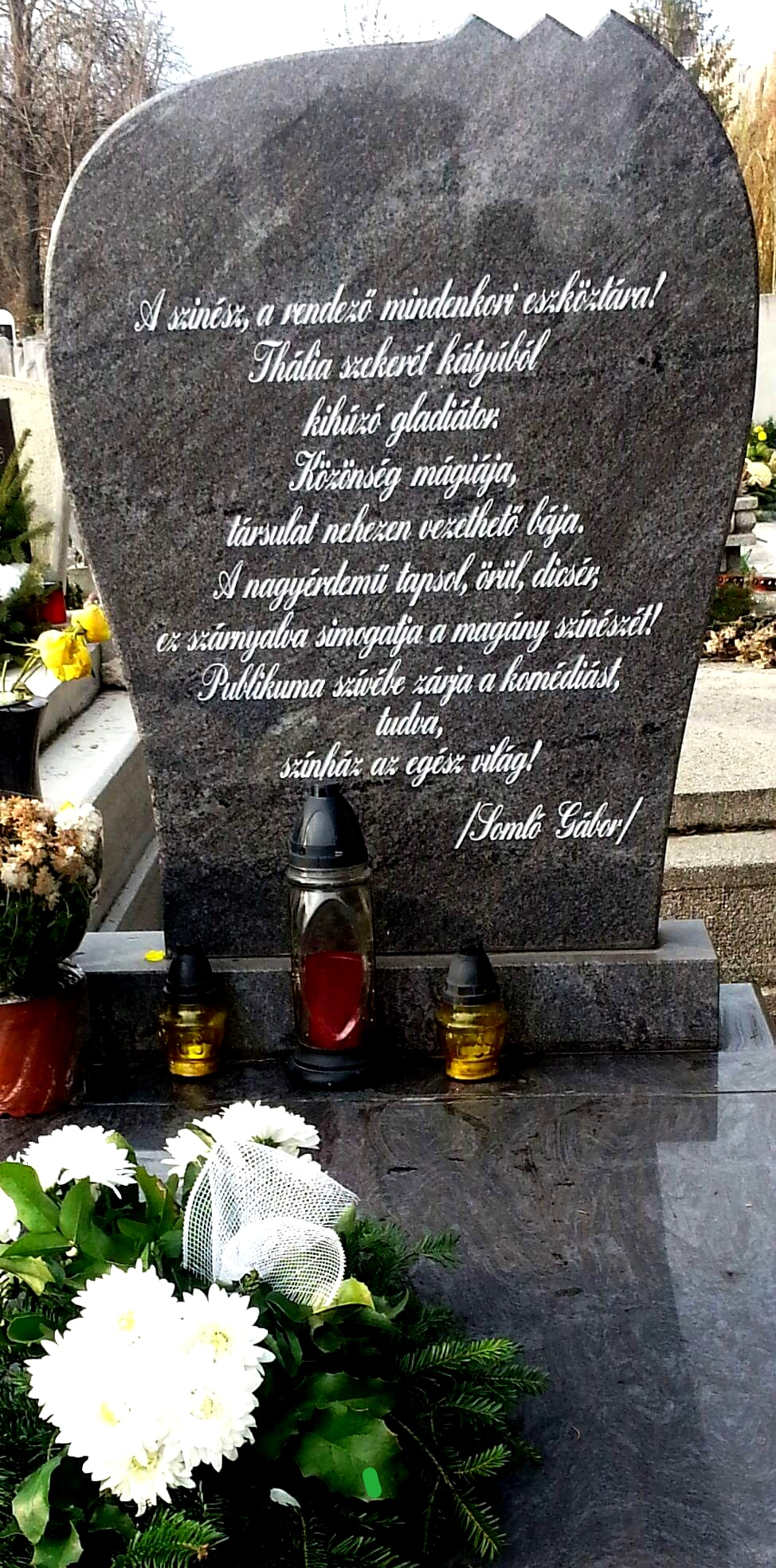
A család nyughelye a miskolci Mindszenti temetőben.

## Fontosabb szerepei
- Horváth Miklós (Mikszáth Kálmán–Örkény István–Gyárfás Miklós: Különös házasság)
- Színész (Makszim Gorkij: Éjjeli menedékhely)
- Charley (Arthur Miller: Az ügynök halála)
- Mitch (Tennessee Williams: A vágy villamosa)
- Lőrinc barát (William Shakespeare: Rómeó és Júlia)
- Otto Frank (Frances Goodrich–Albert Hackett: Anna Frank naplója)
- Ill (Friedrich Dürrenmatt: Az öreg hölgy látogatása)
- Feri bácsi (Kálmán Imre: Csárdáskirálynő)
- Lapaglia (Aldo Nicolaj: Hárman a padon)
- Petúr Bán (Katona József: Bánk bán)
- Tímár Mihály (Jókai Mór: Az arany ember)

## Filmjei

### Játékfilmek
- Kálvária (1960)
- Pesti háztetők (1961)
- Romantika (1972)
- Kilenc hónap (1976)

### Tévéfilmek
- A menekülő herceg (1973)
- Fejezetek a Rákóczi-szabadságharcból (1977)
- A tökfilkó (1982)
- Mátyás király Debrecenben (1990)